# Rejon rokytniański
Rejon rokytniański – jednostka administracyjna w składzie obwodu kijowskiego Ukrainy.
Powstał w 1923. Ma powierzchnię 662 km² i liczy około 27 tysięcy mieszkańców. Siedzibą władz rejonu jest Rokytne.
W skład rejonu wchodzą 1 osiedlowa rada oraz 14 silskich rad, obejmujących 22 wsie.

## Miejscowości rejonu
- (Бакумівка)
- (Бирюки)
- (Бушеве)
- (Довгалівське)
- (Калинівка)
- (Колесникове)
- (Луб'янка)
- (Любка)
- (Маківка)
- Nastaszka (Насташка)
- Olszanica (Ольшаниця)
- Ostrów(inne języki)[2] (Острів)
- (Першотравневе)
- (Петрівське)
- (Пугачівка)
- Rokitna (Рокитне)
- (Ромашки)
- (Савинці)
- (Синява)
- (Телешівка)
- (Шарки)
- (Запруддя)
- Żytnie Góry (Житні Гори)